# Полизи
Полизи́ (фр. Polisy) — коммуна во Франции, находится в регионе Шампань — Арденны. Департамент — Об. Входит в состав кантона Мюсси-сюр-Сен. Округ коммуны — Труа.
Код INSEE коммуны — 10296.
Коммуна расположена приблизительно в 175 км к юго-востоку от Парижа, в 100 км южнее Шалон-ан-Шампани, в 35 км к юго-востоку от Труа.

## Население
Население коммуны на 2008 год составляло 182 человека.
| 1962 | 1968 | 1975 | 1982 | 1990 | 1999 | 2008 |
| ---- | ---- | ---- | ---- | ---- | ---- | ---- |
| 244  | 256  | 215  | 200  | 207  | 211  | 182  |

## Экономика
В 2007 году среди 129 человек в трудоспособном возрасте (15—64 лет) 99 были экономически активными, 30 — неактивными (показатель активности — 76,7 %, в 1999 году было 73,4 %). Из 99 активных работали 93 человека (49 мужчин и 44 женщины), безработных было 6 (2 мужчины и 4 женщины). Среди 30 неактивных 8 человек были учениками или студентами, 9 — пенсионерами, 13 были неактивными по другим причинам.

## Достопримечательности
- Замок Полизи (XVI век). Памятник истории с 2011 года[3]
- Церковь Сен-Фели (XII век). Памятник истории с 1926 года[4]
- Придорожный крест, известный как «Крест священника» (XV век). Памятник истории с 2011 года[5]

## Фотогалерея
- Церковь Сен-Фели
- Мост через реку Лень[фр.]
- Прачечная на реке Лень
- Карта коммуны